# Волосатый краб
Волоса́тый краб, или кра́сный краб, или мохноно́гий краб (лат. Pilumnus hirtellus) — вид крабов из семейства Pilumnidae.

## Описание
Небольшой краб, длиной до 20 мм, шириной до 28 мм. Тело покрыто волосками. Клешни разных размеров: правая крупнее левой. Окрас карапакса и верхней части конечностей красновато-фиолетовый, нижней части конечностей — коричневый. Молодые особи размерами до 5 мм полностью белые.
Организм краба стойкий к штормам и низким температурам. Встречается на глубинах от 0,2 до 10 м (по другим данным до 35 м и 80 м) в различных биотопах, но преимущественно в каменистой почве с зарослями подводной растительности.

## Ареал и места обитания
Распространён в восточной части Атлантического океана от Северного до Средиземного (до Марокко, также есть на Азорский, Мадейра и Канарских островах) морей. На Украине встречается от дельты Дуная до оккупированного Россией Керченского полуострова.
Численность краба в отдельных акваториях до 4 на 1 м².

## Питание и размножение
Питается падалью. Плодовитость самки 4 тысячи яиц. Личинки планктонные, развитие (4 стадии зоеа и мегалопа).

## Охрана
Численность популяции сокращается из-за загрязнения прибрежных вод. Вид занесен в Красную книгу Украины и охраняется на территории Карадагского и Опукского природных заповедников.